# Crawford (Nebraska)
Crawford je grad u američkoj saveznoj državi Nebraska. Prema popisu stanovništva iz 2010. u njemu je živjelo 997 stanovnika.